# Campoplex alsophilae
Campoplex alsophilae är en stekelart som först beskrevs av Tohru Uchida 1936.  Campoplex alsophilae ingår i släktet Campoplex och familjen brokparasitsteklar. Inga underarter finns listade.